# Liste der Einträge im National Register of Historic Places im Stone County (Missouri)

Lage des Stone Countys in Missouri

Die Liste der Einträge im National Register of Historic Places im Stone County in Missouri führt alle aktuellen Bauwerke und historischen Stätten im Stone County auf, die in das National Register of Historic Places aufgenommen wurden.

## Legende
| NRHP | Historic Place    |
| HD   | Historic District |

## Aktuelle Einträge
| [ 3 ] | Name                    | Bild                    | Eintragsdatum        | Lage                                                                                          | Ort          | Beschreibung |
| ----- | ----------------------- | ----------------------- | -------------------- | --------------------------------------------------------------------------------------------- | ------------ | ------------ |
| 1     | Levi Morrill Post       |                         | 1979 ID-Nr. 79001397 | Südöstlich von Reeds Spring 36° 40′ 32″ N, 93° 20′ 13″ W                                      | Reeds Spring |              |
| 2     | Stone County Courthouse | Stone County Courthouse | 1980 ID-Nr. 80002396 | Public Square 36° 48′ 17″ N, 93° 27′ 58″ W                                                    | Galena       |              |
| 3     | Y Bridge                | Y Bridge                | 1991 ID-Nr. 91000591 | Gabelung von MO 43 und MO 13 auf der Brücke über den James River 36° 48′ 18″ N, 93° 27′ 41″ W | Galena       |              |